# 馬允中
馬允中（1798年10月1日—1859年11月3日），和名小祿親方良恭，童名眞蒲戸，號静安，琉球國第二尚氏王朝政治家、三司官。其名乘原為「良綱」，就任三司官後，為避免與同僚馬德懋（與那原親方良綱）混淆，改名乘為「良恭」。
馬允中是馬氏小祿殿內的第十一世當主，為三司官馬應昌（小祿親方良和）的長子。
嘉慶十二年八月十五日（1807年9月16日），被任命為踊奉行。翌年正月，清朝的冊封使船隊抵達琉球冊封尚灝王，馬允中奉命為冊封使跳組踊。嘉慶十四年二月七日（1809年3月22日）出任下庫理小赤頭。嘉慶十六年二月七日（1811年3月1日），為御書院小赤頭。同年九月二十六日（11月11日）為御書院童子御小姓，敘里之子。嘉慶十九年八月二十一日（1814年10月4日）結欹髻。嘉慶二十三年四月四日（1818年5月8日），繼承父親的家督之位及小祿間切總地職，賜知行高八十斛。同年十二月敘黃冠。
道光二年六月初一（1822年7月18日），擔任下庫理當職。道光六年二月初一（1826年3月9日），擔任御書院當職，敘座敷。道光八年二月初一（1828年3月16日），擔任日帳主取。四月十五日（5月28日），因國中困苦，出任諸事取責主取職。十月十五日（11月21日），擔任南風之平等總與頭職。
道光九年二月十三日（1829年3月17日），擔任王世子尚育的婚禮主取。道光十年二月初一（1830年2月23日），擔任那霸里主。道光十二年二月初一（1832年3月2日），擔任鎖之側職。道光十三年（1833年）夏奉命出使薩摩藩，翌年回國。道光十九年二月二十一日（1839年4月4日），世子尚濬將前往薩摩藩，他擔任尚濬的御手當主取，跟隨前往。四月十四日（5月26日），兼御物奉行職，充當尚健（伊江王子朝忠）的大親。十一月十五日（12月20日），因三司官毛惟新（東風平親方安度）患病去世，由他繼任三司官，加賜知行高至四百斛，賜米穀六十斛，且許乘安駄兼任御物座、佐敷御殿惣大親職。道光二十年十二月初一（1840年12月24日），陞紫地浮織冠。道光二十七年三月廿二日（1847年5月6日）因病致仕。咸豐九年十月九日（1859年11月3日）卒，壽六十二。

## 家族
- 父：馬應昌（小祿親方良和）
- 母：麻氏塩滿金（棚原親方眞厚女）

- 室：向氏思武太（東風平親方朝郁女）
  - 長女：塩滿金（嫁向氏豐見城按司朝尊）
  - 長子：馬克承（小祿親方良忠）
  - 次子：馬克任（良厚）
  - 三子：馬克晉（良恩）
  - 次女：思戸金
- 繼室：向氏眞嘉戸（國頭親方朝用女）
  - 三女：眞蒲戸（嫁尚慎（玉川王子朝達））
- 繼室：孟氏眞牛（西平親方宗紀女）
  - 四女：思武太（嫁毛氏喜瀨里之子安綿）
  - 四子：馬克章（良睦）
  - 五子：馬克仁（良恩）
  - 五女：眞吳勢（嫁翁氏佐久眞子盛詔）
  - 五子：馬克貞
  - 六女：眞鶴（嫁向氏保榮茂子朝功）
  - 七女：眞鍋（嫁毛氏嵩原親雲上安綱）